# إقليم تواماسينا
تواماسينا هي أهم ميناء في جزيرة مدغشقر أحد أقاليم البلاد سابقاً، تبلغ مساحته 71,911 كيلومتر مربع. وكان عدد سكانه 2,855,600 في عام 2004). عاصمته هي تواماسينا.
باستثناء إقليم توليارا، تحده كل من الأقاليم التالية:
- أنتسيرانانا-الشمال
- ماهاجانغا-شمال غرب
- أنتاناناريفو-جنوب غرب
- فيانارانتسوا-الجنوب

## التقسيمات الإدارية
| - المنطقة الاوترا-مانجورو - 1. حي أمباتوندرازاكا (أمباتوندرازاكا) - 2. حي أمبارافارافولا (أمبارافارافولا) - 3. حي أنديلامينا (أنديلامينا) - 4. حي انالا انوسيب (انوسيب انالا) - 11. حي مورامانغا (مورامانغا) - المنطقة أنالانجيروفو - 6. فينيريفي Est حي (فينيريفي Est، ارتد أتسينانانا) - 8. مقاطعة نورد مانانارا (نور مانانارا، أفاراترا مانانارا) - 9. حي ماروانتسيترا (ماروانتسيترا) - 12. حي فضولي بورا ([فضولي-بورا]، إيل سانت ماري) - 13. حي إيفونجو سوانيرانا (سوانيرانا إيفونجو) - 17. حي فافاتينينا (فافاتينينا) - المنطقة أتسينانانا - 5. حي مانامبوتسي انتانامبارو (انتانامبارو مانامبوتسي) - 7. حي ماهانورو (ماهانورو) - 10. عن مقاطعة (عن) - 14. مقاطعة تواماسينا الثاني (تواماسينا الثاني) - 15. مقاطعة تواماسينا (تواماسينا) - 16. حي فاتوماندري (فاتوماندري) - 18. حي فوهيبيناني (فوهيبيناني، أمباسيمانولوترا، بريكافيل) |